# شبكة أبو نواف
 شبكة أبو نواف  شبكة سعودية عربية تختص بتقديم محتوى ترفيهي وهادف يناسب القيم والعادات العربية. تم إنشاءه في شهر 10 من عام 2000.

## النشأة والتاريخ
بدأت شبكة أبو نواف في 29 أكتوبر 2000م، على شكل مجموعة بريدية في مجموعات ياهو البريدية “Yahoo Groups” (مجموعة أبو نواف البريدية)، على يد مؤسس شبكة أبو نواف سعد بن صالح الخضيري. وقد كان الهدف منها مشاركة كل جديد ومفيد وغرائب وطرائف العالم من حولنا مع الاصدقاء.

## التطور

### المرحلة الأولى
في تاريخ 2-2-2002م، ظهرت فكرة إنشاء موقع أبو نواف ليكون أرشيفا لكل ما عُرض سابقًا ويعرض في مجموعة أبو نواف البريدية لحفظه من الفقد والضياع، وكذلك لإتاحة الفرصة للجميع للتعليق على المشاركات بشكل أفضل وأكثر تنظيمًا. واستمرت المجموعة البريدية على نفس النهج دون تغيير أو إضافة كونها مجموعة بريدية لموقع أبو نواف مع احتفاظها بكونها العصب الرئيسي والمكون الأساسي لشبكة أبو نواف. وقد كان شعار الشبكة آنذاك بسيطا وبدائيًا استمر حتى بداية عام 2004م.

#### مجالس أبو نواف
في مطلع عام 2003م كانت قد تبلورت فكرة إضافة منتديات حوارية وتفاعلية إلى شبكة أبو نواف وقد دُشنت في بداية العام 2003م تحت مسمى (مجالس أبو نواف)، وقد كانت الشبكة تحمل رسالة مفادها (لك يكون الإبداع.. فكن برفقتنا) تحث المشاركين على الإبداع والتميز وإبراز ذلك للعلن فخرجت أسماء كبيرة من الكتاب والمصممين والرواة وغيرهم اثرت المحتوى العربي وزادت تألقه وساهمت بشكل مباشر في التنمية الاجتماعية للمواطن العربي وهناك أسماء كبيرة بيننا حاليًا كانت بداية ظهورهم من خلال شبكة أبو نواف ولا يزالون يدينون بالفضل بعد الله سبحانه وتعالى لشبكة أبو نواف.
وقد استفادت الشبكة من الإرث الكبير في مجموعة أبو نواف البريدية من الصور والفيديوهات والمقالات المتنوعة المضحكة والمفيدة. وقد كان يدير هذه المجالس الاستاذ سعد الخضيري مؤسس شبكة أبو نواف بالإضافة إلى مجموعة من المشرفين والمشرفات المحبين للشبكة. وقد كانت أهم وأبرز الشروط في شبكة أبو نواف هو البعد عن الإسفاف والابتذال لتكون مناسبة لجميع أفراد الأسرة. ونظرًا لحجم الضغط الهائل على مجالس أبو نواف ولعدم قدرة فريق العمل وتفرغهم التام للإشراف على المجالس تم اتخاذ قرار بإغلاق المجالس وهي في قمة توهجها ونضوجها وكان ذلك في مطلع عام 2005م. وقد بقيت فترة تقارب السنة مفتوحة للاطلاع فقط دون المشاركة كمرجع لمن أراد العودة لأحد المقالات المنشورة في المجالس.

### المرحلة الثانية
كانت المرحلة الثانية من مراحل تطور الشبكة تتزامن من فترة وجود مجالس أبو نواف وكان لزامًا مواكبة هذا التقدم الكبير في مجالس أبو نواف والإقبال المتنامي عليها من قبل الزوار من خلال وجود موقع يتلائم مع متطلبات زائر الإنترنت العربي في ذلك الوقت؛ فكان البحث عن برامج محتوى تحقق للموقع قوته وتتناسب مع متطلبات الموقع، وفي العام 2004م كانت فكرة الهوية قد بدأت تتشكل وكان العمل يتجه نحو احترافية أكثر ويحمل مسؤولية أكبر، فبدأت فكرة إنشاء شعار يحمل هوية الشبكة ويرسخ في عقول زائريها فتزامن تدشين الشعار مع التطوير الثاني للموقع في عام 2004م وقد كان الشعار بسيطًا بلا تكلّف.

### المرحلة الثالثة
في هذه المرحلة وبعد إغلاق مجالس أبو نواف كان الزيارات تزداد على الموقع بشكل كبير مما استدعى الحاجة إلى وجود تطوير الموقع ببرمجة خاصة تلبي المستجدات من احتياجات الشبكة، وقد تم ذلك بالفعل وتم تطوير هذه البرمجة لثلاث نسخ متتالية في الفترة من عام 2005م حتى عام 2013م، في كل مرة يتم إضافة مكونات واحتياجات جديدة لتتناسب مع تطور الإنترنت وأهداف المستخدم العربي، وأبرز هذه الإضافات كانت الوسائط المتعددة وجمعها في مكان واحد يسهل الوصول إليها، مع احتفاظ شبكة أبو نواف بهويتها الراسخة وسياستها الدائمة والتزامها المستمر تجاه الأسرة العربية وملائمتها لمتطلباتهم والبعد عن كل ما يخدش حيائهم.
وكانت الاحترافية في العمل تزداد مع مرور السنين والبحث عن شعار خاص بالشبكة يحمل هويتها ويعكس إبداعها ضرورة حتمية، فتم تدشين الشعار في عام 2005م والذي استمر حتى العام 2013م.

#### مجموعات ياهو ومجموعات قوقل
خلال تلك الفترة من العام 2005م حتى العام 2007م كانت مجموعة أبو نواف البريدية قد أصبحت ذات محتوى ضخم جدًا يحتاج إلى أرشفته وحفظه من الضياع، وتزامن ذلك مع ضعف كبير وتراخي في خدمات «مجموعات ياهو» أدت إلى فقد بعض المحتوى وكان لزامًا على الشبكة أن تحفظ محتواها من خلال نقل المحتوى إلى سيرفرات خاصة بالشبكة في عام 2007م واستمر من ذلك الحين إلى يومنا هذا ولله الحمد والمنة.
وقد استمرت مشاكل «مجموعات ياهو» في الزيادة حتى كان البحث عن بديل من الشركات الأخرى لإدارة المجموعات البريدية أمرًا حتميًا، ووقع الاختيار على «مجموعات جوجل البريدية» وقد تم انتهاء مرحلة النقل من «مجموعات ياهو البريدية» إلى «مجموعات قوقل البريدية» في شهر 3 من العام 2009م.

### المرحلة الرابعة
مع استمرار ظهور المستجدات وتطور المستخدم العربي، دعت الحاجة إلى تطوير رابع للموقع وكانت البرمجة الخاصة تستهلك أموالا كبيرة وقد تطورت البيئات الجاهزة لدرجة أنها أصبحت تنافس وتتفوق في بعض الأحيان على البرمجة الخاصة ولتقليل الإنفاق مع زيادة الكفاءة كانت التطوير الرابع هو الانتقال من البرمجة الخاصة للموقع إلى بيئة «دروبال» في عام 2011م. وقد تم تغيير الشعار مع هذا التطوير ليكون عصريًا وأكثر جمالًا وتعبيرًا عن هوية الموقع، وتم أيضًا تطوير الرسالة لتصبح (شبكة أبونواف.. المتعة والفائدة).
احتاج صورة للشعار الجديد
احتاج صورة لبيئة للموقع يوم كان على الدروبال

### المرحلة الخامسة
لم تحقق «دروبال» الإمكانيات المتوقعة منها نظرا لصعوبة التعامل معها وقلة الدعم مقارنة بغيرها، فتم البحث عن بيئة أكثر تطورًا وأكبر إمكانيات وقدرات ووقع الاختيار في عام 2013م على بيئة «وورد بريس» ليتم النقل إليها لتواكب الإمكانيات المطلوبة وتستمر حتى الآن.

## فريق عمل الشبكة
بدأت الشبكة فقط بمؤسس الشبكة الأستاذ سعد الخضيري من عام 2000م حتى منتصف عام 2007م، وفي عام 2007 تم دخول أول موظف للشبكة الذي تحول فيما بعد إلى شريك في موقع شبكة أبو نواف الأستاذ عبد العزيز النحيط، ثم توالى دخول الموظفين تباعًا بحسب الاحتياج ومنهم الأستاذ إبراهيم البواردي أحد الشركاء في شركة كلم المالكة لشبكة أبو نواف، وفي الوقت الحالي يعمل في الشبكة أكثر من عشرون موظفًا مفرغًا يعملون بكل احترافية وكفاءة.

## السيرة الذاتية للشبكة
- في عام 2007م تم تحويل شبكة أبو نواف إلى مؤسسة تجارية.
- في عام 2009م أصبحت شبكة أبو نواف شريكة في شبكة أنثى.[2]
- في عام 2011م أصبحت شبكة أبو نواف شريكة في موقع عالم التقنية.[3]
- في مطلع عام 2012م أصبحت شبكة أبو نواف شريكة في موقع التقنية بلا حدود.[3]
- في منتصف عام 2012 أصبحت شبكة أبو نواف شريكة في موقع سعودي شفت.[4]
- في عام 2014م تم تحويل المؤسسة التجارية إلى شركة وتحويل موقع أبو نواف إلى أحد مشاريع الشبكة.
- في منتصف عام 2015م تم دخول مستثمرين وتم تغيير اسم شركة شبكة أبو نواف إلى شركة كَلِمْ.

## في وسائل الاعلام
- برنامج حوار نت على قناة المجد الفضائية بتاريخ 01-12-2006.[5]